# Solberga socken, Västergötland
Solberga socken i Västergötland ingick i Redvägs härad och är sedan 1974 en del av Falköpings kommun, från 2016 inom Åsarps distrikt.
Socknens areal är 14,71 kvadratkilometer varav 14,00 land. År 1991 fanns här 62 invånare.  Sockenkyrkan Solberga kyrka ligger i socknen. 

## Administrativ historik
Socknen har medeltida ursprung. 
Vid kommunreformen 1862 övergick socknens ansvar för de kyrkliga frågorna till Solberga församling och för de borgerliga frågorna bildades Solberga landskommun. Landskommunen uppgick 1952 i Redvägs landskommun som upplöstes 1974 då denna del uppgick i Falköpings kommun och området övergick samtidigt till Skaraborgs län. Församlingen uppgick 1998 i Åsarps församling.
1 januari 2016 inrättades distriktet Åsarp, med samma omfattning som Åsarps församling fick 1998, och vari detta sockenområde ingår.
Socknen har tillhört län, fögderier, tingslag och domsagor enligt vad som beskrivs i artikeln Redvägs härad.

## Geografi
Solberga socken ligger söder om Falköping kring Ätran. Socknen har odlingsbygd i ådalen och är i övrigt en höglänt mossrik skogsbygd med höjder som når 250 meter över havet.

## Fornlämningar
Från bronsåldern finns gravrösen och stensättningar.

## Namnet
Namnet skrevs 1493 Solbergha och kommer från kyrkbyn och syftar på en eller flara solbelysta höjder. Öster om kyrkan ligger höjden Backgårdsberg.